# Северинув (Сохачевський повіт)
Северинув (пол. Sewerynów) — село в Польщі, у гміні Ілув Сохачевського повіту Мазовецького воєводства.
Населення — 126 осіб (2011).
У 1975-1998 роках село належало до Плоцького воєводства.

## Демографія
Демографічна структура станом на 31 березня 2011 року:
|          | Загалом | Допрацездатний вік | Працездатний вік | Постпрацездатний вік |
| -------- | ------- | ------------------ | ---------------- | -------------------- |
| Чоловіки | 59      | 12                 | 41               | 6                    |
| Жінки    | 67      | 11                 | 43               | 13                   |
| Разом    | 126     | 23                 | 84               | 19                   |